# زیموفیلوس پائوسیوورانس
زیموفیلوس پائوسیوورانس (نام علمی: Zymophilus paucivorans) نام یک گونه از شاخه فیرمیکوت‌ها است.